# Asthme professionnel
 Mise en garde médicale
L'asthme professionnel est défini comme : « Une maladie caractérisée par la limitation du débit d'air expiré et / ou une hyper-réactivité bronchique dues à des causes et affections attribuables à l’environnement de travail et non pas à des stimuli rencontrés en dehors du travail. »

## Introduction
L’asthme est défini comme une maladie respiratoire causée par une constriction des bronches (bronchospasme) responsable d’une diminution du débit aérien dans les voies respiratoires. Elle est synonyme de difficulté respiratoire, d’oppression thoracique, avec toux et de sifflements bronchiques. Le premier médecin à utiliser ce terme en référence à une affection médicale est Hippocrate en 450 av. J.-C., qui estimait déjà que certaines professions, les tailleurs, les pêcheurs et les métallurgistes étaient plus susceptibles que d’autres d'être touchés par la maladie. Bien que de nombreuses recherches aient été effectuées depuis, la composante inflammatoire de l'asthme n’a été reconnue que dans les années 1960.
En 2007, l’asthme affecte jusqu'à 15 % de la population canadienne (et cela est aussi vrai pour d'autres pays développés), et ce taux a été multiplié par quatre au cours des 20 dernières années. Diverses raisons peuvent être avancées pour expliquer cette augmentation - Bien sûr, un meilleur diagnostic et un accès plus facile aux techniques médicales, ainsi qu'une plus grande sensibilisation à l'égard de la maladie ont joué un rôle majeur. Mais on ne peut nier la part de l'augmentation de la pollution de l'environnement. Les chercheurs ont travaillé sur la relation entre l'environnement et la santé humaine depuis longtemps[évasif] et l'air que nous respirons est la première cause des maladies pulmonaires comme l’asthme, la rhinite, les bronchopneumopathies chroniques obstructives (BPCO) etc qui nous affectent aujourd'hui.
Environ 10 à 15 % des adultes touchés par la maladie font état d'une aggravation de leur symptômes sur le lieu de travail et une d’une amélioration pendant les périodes d’interruption du travail, ce qui est fortement évocateur d’un asthme professionnel. Ainsi, quand un asthme est provoqué, et non pas seulement aggravé, par les produits auxquels le salarié est exposé au travail, il est considéré comme un asthme professionnel. Aux États-Unis, l'asthme est considéré comme la plus fréquente des maladies pulmonaires d'origine professionnelle. À l'heure actuelle, plus de 400 substances utilisées en milieu de travail ont été identifiés comme ayant des propriétés allergènes ou susceptibles de provoquer un asthme. Leur existence et l'ampleur du problème varient d’une région à l’autre et en fonction du type d’activité industrielle et la liste des allergènes est très longue allant de la poussière de bois (cèdre, ébène, etc), aux persulfates (laque pour cheveux), au Zinc ou encore aux fruits de mer comme les crevettes roses. Par exemple, en France, les industries les plus touchées sont, par ordre d'importance, les boulangeries et les pâtisseries, l’industrie automobile et les coiffeurs. Au Canada, les causes les plus souvent retrouvées sont les poussières de bois d’abord, et ensuite les isocyanates.

## Histoire
En 1700, Bernardino Ramazzini, docteur en philosophie et en médecine à Parme, en Italie, a publié son ouvrage De Morbis Artificum Diatriba (« Un Traité sur le maladies des travailleurs »). Bien que des chercheurs comme Olaus Magus aient publié des travaux sur les maladies dues à des causes professionnelles dès 1555, ce livre fut le premier travail exhaustif sur les maladies liées au travail. Ce volume décrit en détail les maladies des travailleurs dans 52 professions différentes. Ainsi, il a servi de base à l'émergence de la médecine du travail et, aujourd'hui encore[Quand ?], il demeure une référence importante. En raison de son importante contribution dans ce domaine, le Dr Ramazzini est considéré comme le père de la médecine du travail.
De même, pour sa contribution à la recherche sur l'asthme en milieu de travail, le Dr Jack Pepys est considéré comme le père de l'asthme professionnel. Son travail sur le rôle de l’aspergillus dans les maladies pulmonaires ainsi que sur la cause de la maladie dite du « poumon de fermier » a fortement influé sur l'émergence de l'asthme comme maladie professionnelle. Et grâce à son travail sur les épreuves d'inhalation spécifiques, l’aspect indemnisable de la maladie a été reconnu.

## Signes et symptômes
Une exposition de moins de cinq ans à un allergène professionnel peut être suffisante pour qu’apparaissent les premiers symptômes d’asthme. Cela dépend si la survenue de l’asthme est due à une exposition prolongée à l'agent causal (avec une période de latence) ou à une exposition unique, mais à une concentration très élevée à un produit irritant (sans période de latence). Les deux éventualités finissent par aboutir à l'asthme. Toux, respiration sifflante, irritation nasale, difficulté à respirer, sensation d’étouffement sont les symptômes les plus courants et leur origine peut être facilement reconnues en posant les questions suivantes :
1. Est-ce que des symptômes ci-dessus sont récurrents/chroniques ?
2. Sont-ils présents sur le lieu de travail ?
3. Est-ce qu'ils s'aggravent à la fin de la journée de travail et/ou à la fin de la semaine ?
4. Est-ce que le travailleur ressent une amélioration de son état lorsqu'il s'absente du travail, pendant les vacances ou le weekend ?

Si ces symptômes persistent, la personne souffre très probablement d'asthme professionnel. Toutefois, il faut être conscient qu’il peut aussi s’agir d’une personne qui souffrait déjà d’asthme et dont l’état de santé est simplement aggravé par une exposition à des irritants en milieu de travail (asthme aggravé par le travail). Dans ce cas, bien que la maladie entraînera pour celui qui en est atteint des conséquences similaires à celles qui affectent le salarié qui souffre d'asthme professionnel (perte de travail, les frais médicaux, etc), sa maladie ne pourra pas être considérée comme ayant une origine professionnelle.

## Diagnostic
Comme pour toute autre maladie il est important de poser le bon diagnostic. Selon le Dr Susan Tarlo : « Il est important d’en reconnaître l’origine, car si la maladie est due à un milieu de travail sensibilisant et que, la cause exacte n’étant pas identifiée, le patient continue de travailler, même avec une faible exposition à l'agent sensibilisant, le pronostic est plus grave. Elle ajoute également que la chance d'une éventuelle amélioration de l'asthme après l'arrêt de l'exposition diminue avec la durée d'exposition après l'apparition des symptômes. La meilleure chance d’amélioration de l'asthme est étroitement corrélée à la précocité du diagnostic et à la cessation rapide de l'exposition à l’allergène responsable. »
Toutefois, le principal défi se situe à la première étape - Les médecins de famille et les patients n'ont pas suffisamment de connaissances sur l'asthme professionnel - 15 % seulement des patients asthmatiques sont interrogés par leur médecin sur l’éventuelle relation entre leurs symptômes et leur travail. Et souvent, les patients ne mentionnent pas cette possibilité de crainte de perdre leur emploi ou tout simplement parce qu'ils ne sont pas conscients du lien entre leur travail et l'asthme. Ils ignorent que, s’il continuent à travailler dans ces conditions ils sont certains non seulement de perdre leur emploi à long terme, mais encore de voir leur l'asthme atteindre un stade irréversible à cause de la prolongation de l’exposition à l’allergène responsable. À l'évidence, un mauvais diagnostic aura des conséquences médicales, sociales et financières considérables.
Le diagnostic de l'asthme professionnel est un processus qui doit être réalisé selon une méthodologie bien définie. Tout d'abord, le patient est interrogé sur son passé médical et professionnel et ses symptômes sont analysés (le bilan est fait habituellement à la fin d'une semaine de travail représentative de l’exposition au produit et dans les 24 heures suivant l'apparition des symptômes afin d'obtenir des informations objectives). Pour ce faire, les  méthodes diagnostiques  suivantes sont utilisés :

### Hyper-réactivité bronchique non spécifique
Le test d’hyperréactivité bronchique non spécifique à la méthacoline comporte la mesure du volume expiratoire forcé en 1 seconde (FEV1) du patient. Ce test est souvent utilisé pour évaluer l’importance de l'asthme d'un patient et pour confirmer la nécessité d’un traitement. D'autres tests non spécifiques pourraient même nécessiter de faire courir le patient en plein air ou sur un tapis roulant pendant quelques minutes à un rythme soutenu. Dans ce cas, on mesure le débit expiratoire de pointe (PEFR ou Peak Flow). (Le débit expiratoire de pointe mesure à quelle vitesse la personne peut expirer).

### Prick testscutanés
Bien qu’il soit appelé prick test cutané, il n'implique pas de faire saigner, en fait, la peau n'est même pas égratignée. Il est habituellement pratiqué sur la peau de la face antérieure de l'avant-bras où une grille est dessinée (à l'aide d'un simple marqueur) et une goutte de l'allergène, qui doit être testé est déposé sur la peau à la fin de chaque ligne. Tous les allergènes qui doivent être testés peuvent être déposés sur la grille. Une fois que cela réalisé, la peau est piquée à travers la goutte déposée sur la peau avec une lancette. Les réactions, le cas échéant, se produisent dans les 10 à 15 minutes, et ces résultats peuvent ensuite être analysés.

### Dosage des IgE-spécifiques
Les Immunoglobulines E sont des anticorps circulant dans le sang et efficaces contre les toxines. Comme ils peuvent également déclencher des réactions allergiques à certains allergènes comme les pollens, un dosage d’IgE est effectué pour déterminer si le sujet est allergique à ces substances. 

### Spirométrie
Par convention, un spiromètre peut être défini comme un dispositif utilisé pour mesurer les volumes expirés et inspirés. Ces volumes nous permettent ensuite de mesurer à quelle vitesse les poumons peuvent être vidés et remplis et si la ventilation est efficace. Ces mesures doivent être réalisées à la température du corps, et l’air respiré devra être saturé en vapeur d'eau pour obtenir des valeurs correctes. La raison en est que, si le spiromètre fonctionne avec de l’air sec le volume d'air enregistré est inférieur au volume effectivement mobilisé dans les poumons.

### Peak Flow au travail
Ce test utilise la méthode PEFR. La seule différence est qu'il mesure le fonctionnement des voies aériennes du patient sur son lieu de travail et pas nécessairement dans un environnement contrôlé. Le patient respire dans un moniteur de débit expiratoire de pointe (un dispositif qui a un embout buccal à une extrémité et une échelle avec un indicateur sur l'autre).

### Épreuves d’inhalation spécifique

#### méthode réaliste
« La méthode réaliste » utilise chambre scellée où le patient est exposé à des substances qui sont présentes dans son milieu de travail. Cette méthode a l'avantage de pouvoir évaluer, bien que très subjectivement, les symptômes nasaux et oculaires ainsi que d'une réduction de la FEV1.

#### Méthode en circuit fermé
Ce test nécessite que le patient respire un aérosol du produit suspect d’être responsable de l’asthme par l'intermédiaire d'un masque bucco-facial. Ces « allergènes » sont utilisés en aérosol dans une chambre en circuit fermé, et les quantités et les concentrations administrées sont faibles et très stables pour minimiser le risque de réactions exagérées.
De toutes les méthodes diagnostiques énumérées ci-dessus, les procédures telles que la surveillance par spirométrie ou débit expiratoire de pointe au travail et les tests d’inhalation spécifiques (SIC), se sont révélés comme étant les méthodes les plus objectives et les plus fiables.

## Prévention et traitement
Selon le Centre canadien d'hygiène et de sécurité au travail(CCHST) une meilleure information des travailleurs, de la direction, des syndicats et des professionnels de santé est la clé de la prévention de l'asthme professionnel. Cela permettra d'identifier les facteurs de risque et de mettre en place des mesures préventives comme les masques ou les valeurs limites d'exposition, etc
L’évolution de la maladie est directement tributaire du niveau d'exposition à l'agent causal et de la durée de cette exposition. Selon la gravité du cas, l'état du patient peut ou non s’améliorer de façon spectaculaire au cours de la première année qui suit la cessation de l'exposition.
Trois grands types de procédés sont utilisés pour le traitement des travailleurs atteints.

### Réduction de l’exposition
Cette méthode est la plus efficace pour ceux qui sont atteints d’asthme professionnel induit par l’irritation. Ainsi, en réduisant la durée et le niveau d'exposition à l'agent causal, la probabilité d’une autre réaction est abaissée. Mais l'exposition peut être réduite par d'autres moyens, comme l'utilisation de masques ou une meilleure ventilation. Maintenant, il existe de plus en plus de peintures pour pulvérisation sans di-isocyanates. De même, la plupart des hôpitaux et des établissements de santé ont remplacé les gants en latex par d’autres matériaux. Ainsi, la réduction de l'exposition aux allergènes connus peut également être utilisée comme mesure préventive.

### Soustraction à l’exposition
Les personnes touchées par un asthme professionnel qui survient après une période de latence, de quelques mois ou de quelques années, doivent être immédiatement retirées de l'exposition à l'agent causal. C'est leur seule chance de guérison. Cependant, cela entraîne de graves conséquences socio-économiques pour le travailleur ainsi que pour l'employeur en raison de la perte d'emploi, du chômage, des problèmes d'indemnisation, de dépenses médicales quasi permanentes, de recrutement et de recyclage de nouveaux salariés, etc. De plus, selon des recherches récentes, les personnes qui souffrent d'asthme professionnel restent ont une forte probabilité de rester au chômage plus longtemps que ceux qui souffrent d’asthme non professionnel. Une solution à ce problème est le reclassement du salarié dans la même entreprise à un poste non exposé aux agents causals de sa maladie.

### Traitement médical et pharmacologique
N'importe quelle personne sur qui un diagnostic d'asthme a été posé devra également se soumettre à un traitement médical. Ceci traitement agit en complément de la réduction ou de la suppression de l'exposition du patient aux agents causals. Deux types de médicaments peuvent être utilisés :

#### Traitement de la crise, bronchodilatateurs
Les bêta-agonistes à courte durée d'action comme le salbutamol ou la terbutaline ou les bêta-agonistes à longue durée d'action, comme le salmétérol et le formotérol ou les anticholinergiques, etc. dilatent les voies aériennes ce qui diminue les symptômes et réduit la sévérité de la réaction. Certains patients l'utilisent aussi juste avant de travailler pour éviter une diminution de la FEV1.

#### Traitements de fond
Des agents anti-inflammatoires tels que les corticoïdes, le LKTRA ou stabilisateurs des cellules mastocytaire peuvent être utilisés en fonction de la gravité de l'affection. 

## Indemnisation
Comme mentionné plus haut, lorsqu'on fait un diagnostic d’asthme professionnel, cela entraîne de graves conséquences socio-économiques non seulement pour le travailleur atteint mais aussi pour l'employeur et le système de santé. Le salarié doit être immédiatement retiré de l'emploi pour prévenir toute aggravation de sa maladie. Et, la probabilité de retrouver un emploi est plus faible pour ceux qui souffrent d'asthme professionnel comparativement à ceux qui souffrent d’un asthme non professionnel. L'employeur non seulement verse une compensation au salarié, mais il devra aussi passer beaucoup de temps et dépenser beaucoup d’argent et d’énergie pour embaucher et former du personnel nouveau,.